# Paillot (pêche)
 (janvier 2012).
Si vous disposez d'ouvrages ou d'articles de référence ou si vous connaissez des sites web de qualité traitant du thème abordé ici, merci de compléter l'article en donnant les références utiles à sa vérifiabilité et en les liant à la section « Notes et références ».
Pour les articles homonymes, voir Paillot.
Un paillot est une ligne de fond utilisée pour pêcher sur les plages ayant une amplitude de marée importante. Ce nom provient de ce qu'à l'origine une petite botte de paille était nouée à un fil et enfouie dans le sable à marée basse. 

## Utilisation
Cette pêche est particulièrement pratiquée sur la côte ouest du Cotentin. Elle est réglementée dans ce département (voir affaires maritimes Basse-Normandie)  : les lignes individuelles au nombre de 30 maximum, munies d'hameçons plats, doivent avoir une longueur maximum de 80 cm, être posées en dessous de la ligne de mi-marée, être balisées  au minimum par deux bouées portant les noms et prénoms de leur propriétaire. Ce mode de pêche est interdit en général du 15 juin au 15 septembre afin de limiter les accidents avec les baigneurs. Chaque ligne est appâtée avec des arénicoles, des coquillages, des lançons ou de la seiche, le plus souvent. Les poissons recherchés sont les bars et les poissons plats, mais il n'est pas rare selon la saison de prendre roussettes, morues, daurades ou raies.